# Kirill Karabits

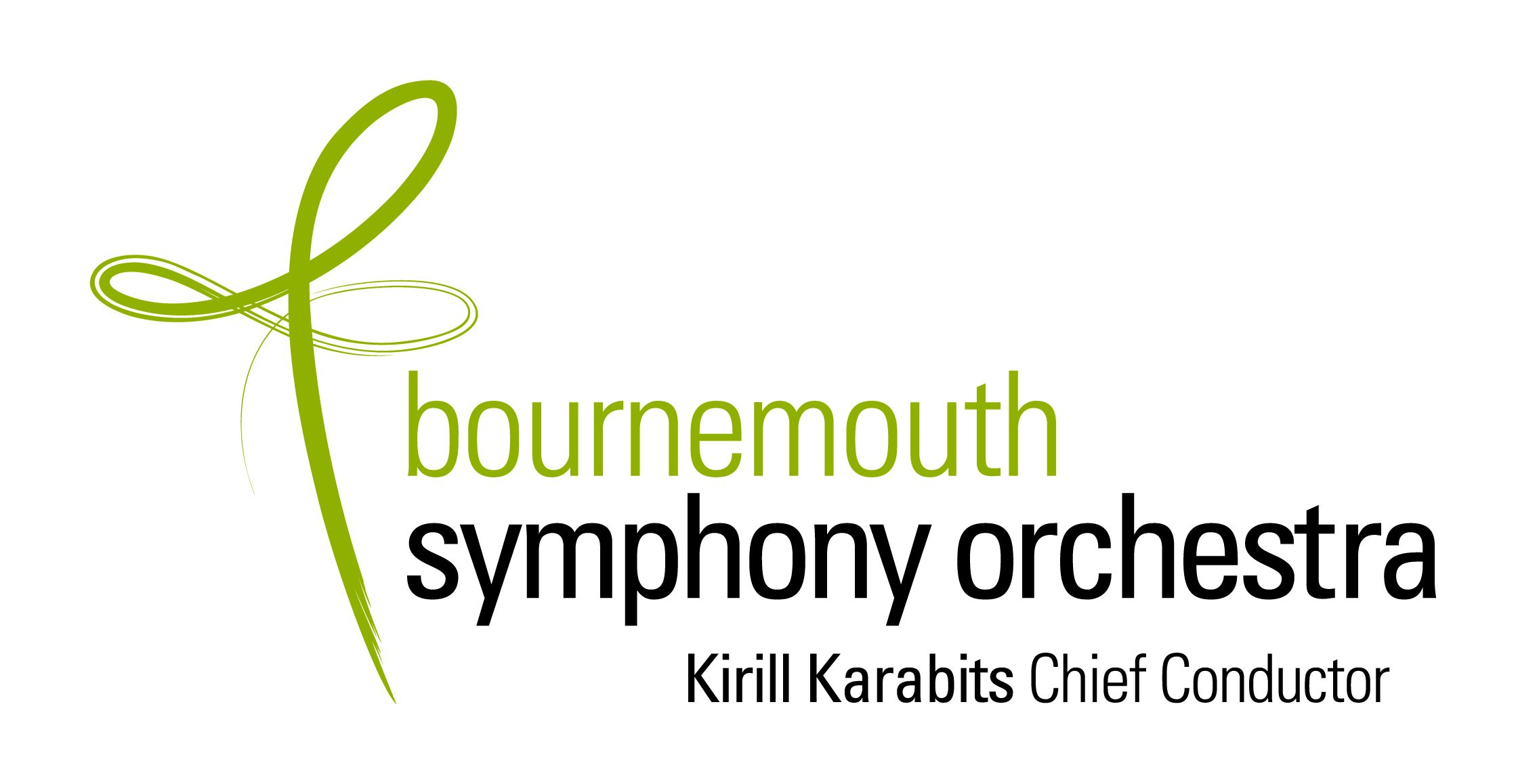
Logo des Orchesters mit dem Namen Kirill Karabits als Chefdirigenten

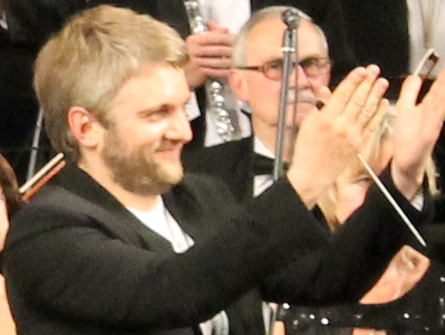
Kirill Karabits

Kirill Karabits (ukrainisch Кирило Іванович Карабиць, deutsche Transkription Kyrylo Iwanowytsch Karabyz) (* 26. Dezember 1976 in Kiew, Ukrainische SSR, Sowjetunion) ist ein ukrainischer Dirigent. Sein Vater, Iwan Karabyz, war ebenfalls Dirigent und ein Komponist.

## Leben
In seiner Jugend studierte Karabits Klavier, Musikwissenschaft und Komposition, währenddessen er sich schon im Alter von 13 Jahren für das Dirigieren eines Orchesters interessierte. In Kiew studierte er zunächst an der Lysenko-Musikschule, später an der Nationalen Musikakademie der Ukraine Peter Tschaikowski. 1995 wechselte er an die Musikhochschule Wien und erlangte nach fünf Jahren ein Diplom als Kapellmeister. Danach wechselte er an die Bachakademie in Stuttgart, wo er Schüler von Helmuth Rilling und Peter Gülke war. Mit einer wissenschaftlichen Arbeit im Musik-Archiv der Berliner Singakademie mit der Transkription der vermeintlich verschollenen Partitur der Johannes-Passion von Carl Philipp Emanuel Bach verdiente er sich Anerkennung.
Noch während seiner Studienzeit im Alter von 23 Jahren, von 1999 bis 2000, assistierte er als Dirigent am Festival Orchester Budapest. Danach arbeitete er als außerordentliches Mitglied am Orchestre Philharmonique de Radio France von 2002 bis 2005 als Dirigent. Dem schloss sich von 2005 bis 2007 die Tätigkeit des ersten Gastdirigenten am Orchestre Philharmonique de Strasbourg an.
Im Oktober 2006 gastierte er das erste Mal am Bournemouth Symphony Orchestra, wo er bei zwei Konzerten mit seinem Können beeindruckt hatte. Im November 2007 gab die Leitung des BSO bekannt, dass die Orchestermitglieder einstimmig für Karabits als Musikdirektor ab 2009 votiert hatten. Seither wurde sein Vertrag mehrfach verlängert, sodass Karabits das BSO 2022 bereits im 13. Jahr leitet. Mit dem BSO bespielte er CDs mit Kompositionen von Rodion Schtschedrin für Naxos und Kompositionen von Aram Chatschaturjan für das Onyx Classics Label.
In einem Artikel der Thüringer Allgemeinen im Juli 2016 wurde bekannt, dass Karabits parallel zu seiner Tätigkeit in Bournemouth, nach dem Auslaufen des Vertrages der siebenjährigen Amtszeit mit Stefan Solyom im Juli 2016 für zunächst drei Jahre auch als Generalmusikdirektor am Deutschen Nationaltheater und der Staatskapelle Weimar verpflichtet worden war. Karabits hatte in Weimar als Gastdirigent schon zwei Mal in den Jahren 2014 und 2015 gewirkt. Mitte 2018 wurde bekannt, dass Karabits seinen Vertrag mit dem Nationaltheater Weimar nicht verlängert und sein Engagement mit der Spielzeit 2018/19 enden werde.